# Shushica (folyó)
A Shushica vagy Vlora-folyó (albán Lumi i Vlorës) kb. 75 kilométer hosszú, 10-15 méteres mederszélességű folyó Albánia délnyugati részén, az Adriai-tengerbe tartó Vjosa bal oldali mellékvize. A folyó partján fekvő jelentősebb települések a folyás irányában: Kuç, Kallarat, Vranisht, Brataj, Lepenica, Gjorm, Kota, Drashovica és Peshkëpia. Kotáig a Shushica völgyében fut a Vlora városát Kurvelesh vidékével összekötő SH76-os jelű főút. Innen déli irányban egy többnyire jó minőségű, de jelöletlen másodrendű út kíséri a folyását. A Shushicán átvezető jelentősebb hidak Drashovicánál, Gjormnál és Vranishtnál találhatóak.
A folyó forrásvidéke a Griba-hegységben, Kuç településtől keletre, az 1567 méter magas Thatë-hegy (Maja e Thatë) délnyugati lejtőin található, kb. 1300 méteres tengerszint feletti magasságban. A forrástól Kuç faluig húzódó rövid szakaszát Zhur-Kuçit néven ismerik. Innen nyugat–északnyugati irányban folyik tovább, majd Vranishtnál völgye északnyugati irányba fordul. Felső szakaszán keletről a Griba-hegység, nyugatról pedig az Akrokerauni-hegyvidékhez tartozó Çika-hegység és Lungara-hegység kíséri az útját. Kotánál völgye északi irányba fordul, ezt követően a Lungara-hegység keleti oldalában továbbfolyó Shushicát keletről a változatos felszínű Selenicai-dombság kíséri. Itt a folyó felső szakaszának szűk – Gjormnál például 600 méteres – völgytalpa fokozatosan kiszélesedik, mígnem kiér a Vjosa széles völgyébe, és Armen közelében beletorkollik az Adriai-tengerbe tartó folyóba. Legnagyobb mellékvize a szintén a Griba-hegységben eredő Smokthina, amely Bratajnál torkollik a Shushicába. További jobb oldali mellékfolyói a Fshikur, a Brusja és a Vllahina. Bal oldali, az Akrokerauni-hegyvidékről érkező mellékvizei jobbára ideiglenes vízfolyások (Bogonica, Tërbaç, Gumenica stb.).
A Shushica völgye az ókorban relatíve sűrűn benépesült terület, az illírek közé tartozó amantok szállásterülete volt. Olyan jelentős hellenizálódott települések álltak ezen a vidéken, mint Olümpé és Amantia. A római korban Apollónia és Onchesmos közötti út egy része a Shushica völgyében vezetett, ennek védelmét volt hivatott biztosítani a Vranishtnál épített erőd. Völgye természetes felvonulási útvonalként adódott a stratégiai jelentőségű Vlora városának megtámadásához, a második világháború éveiben több, a partizánok és a megszállók közötti ütközetre került sor például Gjormnál és Drashovicánál.